# Countee Cullen

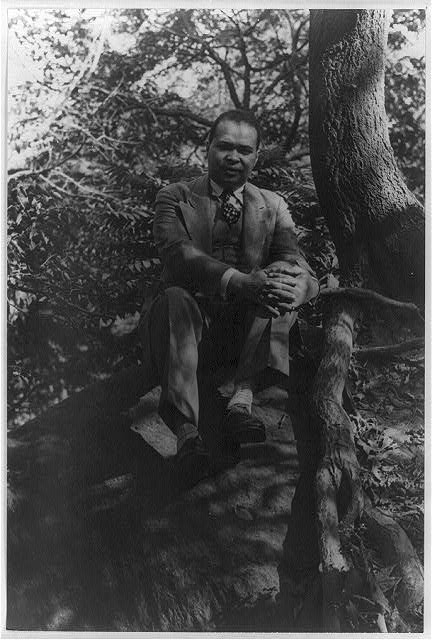
Countee Cullen, fotografiert von Carl van Vechten, 1941

Countée LeRoy Porter (Countée Cullen), z. T. auch ohne Akzent geschrieben, (* 30. Mai 1903; † 9. Januar 1946 in New York City) war ein US-amerikanischer Autor und führender Dichter der „Harlem Renaissance“.

## Biographie
Cullen wurde 1903 unter dem Namen Countee LeRoy Porter geboren. Er wurde von seiner Großmutter erzogen. Unklar ist, ob Cullen in Louisville, Kentucky, oder in Baltimore geboren wurde. Cullen besuchte die De Witt Clinton High School in New York und erhielt 1922 besondere Anerkennung für seine Studien in Latein. 1918 starb seine Großmutter und Cullen wurde vom Pfarrer Frederick Ashbury Cullen adoptiert, der als Reverend an der Salem Methodist Episcopal Church in Harlem tätig war. Seine Mutter nahm erst in den 1920er Jahren zu ihm erstmals Kontakt auf, als er Berühmtheit als Dichter erlangt hatte.
Cullen gewann bereits in jungen Jahren mehrere Wettbewerbe für Dichter. An der De Witt Clinton High School, die er besuchte, beteiligte er sich an der Schulzeitung und gehörte zur Arista Honor Society. Nach seinem Schulabschluss studierte Cullen an der New York University und beteiligte sich an der Universitätszeitung. Als Student veröffentlichte er Gedichte in den prominenten „Negro magazines“ The Crisis, unter der Leitung von W.E.B. Du Bois, und in Opportunity von der National Urban League. Von beiden Publikationen erhielt Cullen Preise. Des Weiteren veröffentlichte Cullen Gedichte im Harper’s, Century Magazine und Poetry. 1925 graduierte Cullen und veröffentlichte seine erste Ausgabe von Gedichten: Color.
Cullen wurde zur führenden Figur der Harlem Renaissance, einer Periode, in der afrikanisch-amerikanische Künstler wie Jean Toomer, Nella Larsen, Georgia Douglas Johnson, George Schuyler sowie Anne Spencer und Langston Hughes sich insbesondere in städtischen Regionen entfalteten. Cullen ging nach Harvard, wo er seinen Master erreichte.
Im April 1928 heiratete Cullen Nina Yolande Du Bois, Tochter von William Edward Burghardt Du Bois. Die Ehe scheiterte nach bereits zwei Monaten, als Cullen mit seinem besten Freund nach Europa reiste. Nina ließ sich zwei Jahre später scheiden und erklärte, Cullen habe gestanden, dass er homosexuell sei (“Cullen had confessed that he was sexually attracted to men”). 1928 reiste Cullen nach Frankreich als Guggenheim Fellow. In den folgenden Jahren schrieb Cullen weitere Gedichte, Prosa und ein Drama. 1940 heiratete Cullen in zweiter Ehe Ida Mae Robertson.
Countee Cullen schrieb in seinen Briefen, die er stets mit einem Pseudonym unterzeichnete, über seine sexuellen Beziehungen nur in kodierter Form.
Am 9. Januar 1946 starb Cullen. Nach seinem Tod galt Cullen als der meistgeehrte afroamerikanische Autor seiner Zeit. Eine Sammlung seiner besten Arbeiten wurde zusammengestellt in On These I Stand.

## Werke

### Poesie
- Heritage. dt. Das Erbe. bei Meuter (s. dt. Lit.) S. 92–97
- Color, 1925
- Copper Sun, 1927
- The Ballad of the Brown Girl, 1928
- The Black Christ and Other Poems, 1929
- Tableau
- The Medea and Some Other Poems, 1935
- On These I Stand: An Anthology of the Best Poems of Countee Cullen, 1947
- My Soul's High Song: The Collected Writings of Countee Cullen, 1991
- For A Lady I Know

### Prosa
- One Way to Heaven, 1931
- The Lost Zoo, 1940
- My Lives and How I Lost Them, 1942

### Drama
- St. Louis Woman, 1946